# Thaumatichthys
Genre
Répartition géographique
Thaumatichthys est un genre de poissons de la famille des Thaumatichthyidae, et vivant près des abysses.

## Liste d'espèces
Selon FishBase, ITIS et WRMS, ce genre comprend les 3 espèces suivantes :
- Thaumatichthys axeli (Bruun, 1953)
- Thaumatichthys binghami Parr, 1927
- Thaumatichthys pagidostomus Smith & Radcliffe, 1912

## Synonymes
- Amacrodon Regan & Trewavas, 1932
- Galatheathauma Bruun, 1953